# Brigade M

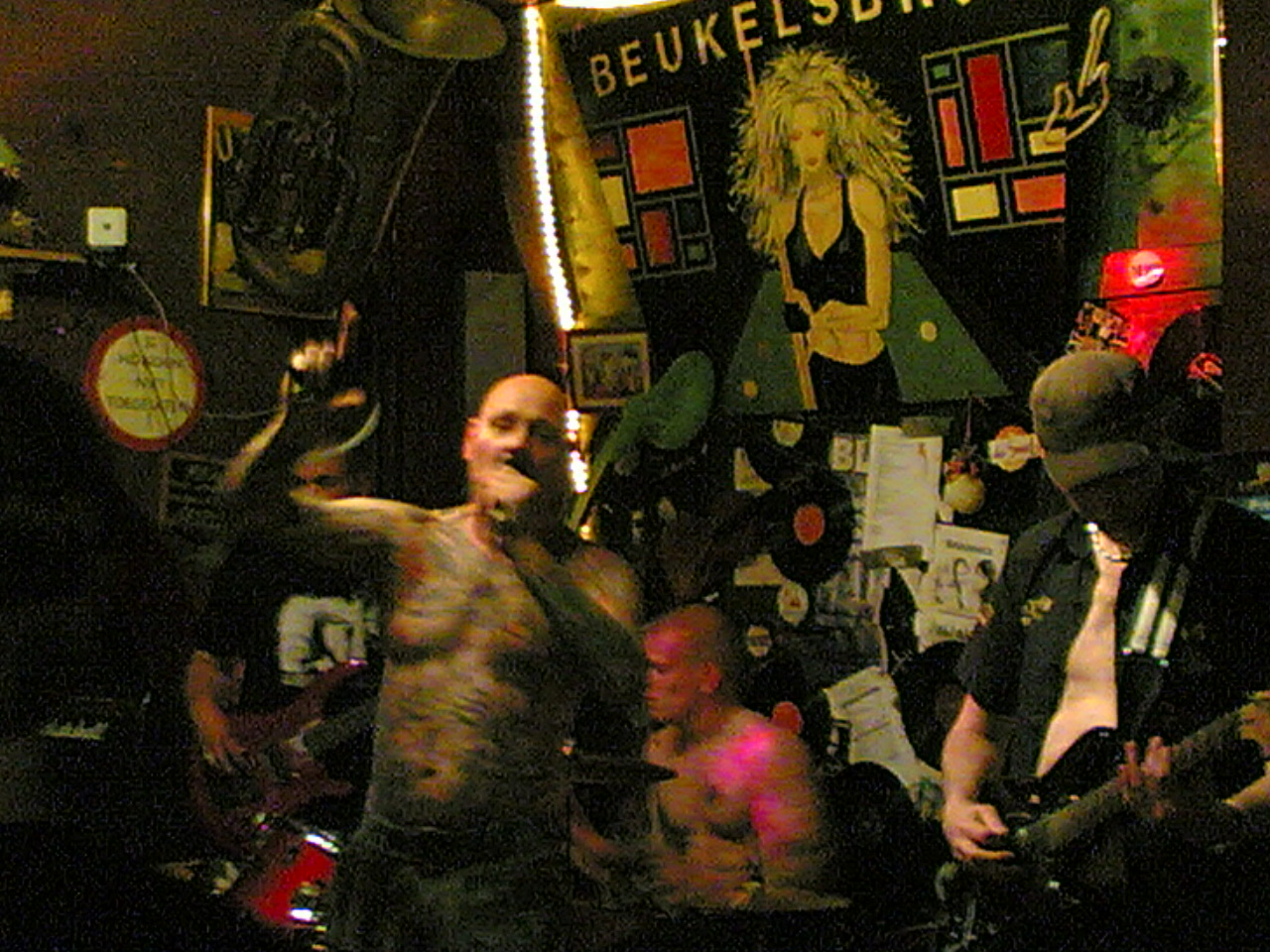
Brigade M en 2009.

Brigade M est un groupe de Rock anticommuniste néerlandais de Sassenheim, en  Hollande-Méridionale. Il a été fondé en 1995 et s'est dissout en 2005. Il a continué à donner des concerts de façon non-officielle jusqu'en 2010.

## Discographie
- 'Promo' Holland (MCD)
- Boykot McDood (7")
- Diets-Deutsche Kameraden (Split CD avec Stromschlag et Schutt und Asche)
- Trouw aan Rood, Wit, Blauw (CD)
- Ode aan de kazerne (7")
- Dutch Hungarian brotherhood (Split CD avec Fehér Törvény)
- Nationaal-Revolutionair (CD)
- Nationalrevolutionär (CD)
- National Revolutionary (CD)